# Текстура (шрифт)

Шрифт Textura Quadrata

Тексту́ра (от лат. textura — ткань) — первая и основная разновидность готического письма. Своё название текстура получила за то, что покрывала страницу равномерно. Характерное отличие шрифтов данного типа — вытянутость букв.